# Alojz Cajzek
Alojz Cajzek – Cajz, slovenski alpinist, * 31. maj 1961, Celje, † 29. januar 1983, Severna triglavska stena.
Cajzek je veljal za enega bolj nadarjenih slovenskih alpinistov v začetku osemdesetih let, plezal je v navezi s Frančkom Knezom. Opravil je čez 150 vzponov, od tega več kot 40 prvenstvenih smeri in prvih zimskih ponovitev. Ponesrečil se je v severni triglavski steni po uspešno opravljenem zimskem vzponu v zelo težkih razmerah. Med sestopom ob vrveh v Bavarski smeri se mu je le nekaj deset metrov nad tlemi izpulil klin.
Doma je bil iz Senožet nad Rimskimi Toplicami, leta 1980 pa je postal član Alpinističnega odseka Celje. Njegovi takratni alpinistični sopotniki so ga opisovali kot predanega plezalca, ki se je v zelo kratkem času razvil v vrhunskega alpinista, ves svoj prosti čas porabil za trening in že v prvem letu opravil vrsto zahtevnih vzponov, »s katerimi se lahko ponašajo le starejši alpinisti«.
S soavtorjem Tonetom Golnarjem je pri Planinski založbi izdal plezalni vodnik po delu pogorja Kamniških in Savinjskih Alp.  